# Stop and Smell the Roses
Stop and Smell the Roses (с англ. — «Остановись и понюхай розы») — восьмой студийный альбом Ринго Старра, выпущенный в 1981 после двух коммерчески провалившихся предыдущих его альбомов — Ringo the 4th (1977) и Bad Boy (1978).
В начале 1980 года, после встречи с Барбарой Бах (которая вскоре стала его второй женой) на съёмках фильма Пещерный человек, Ринго Старр связался с Полом Маккартни, чтобы совместно провести несколько сеансов звукозаписи в студии. Поскольку у Маккартни дела с группой Wings были в подвешенном состоянии, а его альбом McCartney II был только что выпущен, Пол заказал время на студии во Франции на период с 11 по 21 июля 1980, чтобы вместе с Ринго записать три песни: «Private Property», «Attention» (автор обеих — Маккартни) и кавер-версию песни Карла Перкинса «Sure to Fall».
Затем появился Стивен Стиллс, написал для Старра песню «You’ve Got a Nice Way» и спродюсировал её запись в августе. Выразил желание помочь Ронни Вуд из The Rolling Stones, приехал с песней «Dead Giveaway», запись которой спродюсировал вместе с Ринго в сентябре. Давний приятель Гарри Нилссон внёс свой вклад в виде песен «Drumming Is My Madness» и «Stop and Take the Time to Smell the Roses» (последняя в итоге дала название альбому); обе песни были записаны в начале ноября. Прошедшие в начале декабря 1980 сессии записи завершили первый этап работы.
После работы с Маккартни было вполне естественно, что Ринго решил пригласить поучаствовать и двух других бывших «битлов». Когда 19 ноября 1980 он приехал в поместье Джорджа Харрисона Фрайар-парк (где он в то время перезаписывал некоторые свои партии для альбома Харрисона Somewhere in England, после того как некоторые из его песен были убраны из альбома), Джордж преподнёс ему песню «Wrack My Brain», специально сочинённую для Старра. Также была записана кавер-версия ещё одной «небитловской» песни времён их юности — песни 1952 года «You Belong To Me»; запись продюсировал Харрисон. Ринго записал версию песни Джорджа «All Those Years Ago», но сказал, что вокальная партия слишком высока для его голоса и что ему не понравился текст. (Харрисон изменил кое-что в тексте, и позднее, с наложениями Пола и Линды Маккартни, песня вышла как посвящение Джону Леннону и стала хитовым синглом, выпущенным к альбому Джорджа Somewhere in England.)
Леннон был последним из «битлов», к кому Старр ещё не заезжал, и Джону — со свежей головой после своего недавнего «пробуждения обратно к музыке», только что выпустив альбом Double Fantasy — не терпелось тоже сделать что-то вместе со Ринго. 26 ноября 1980 в Нью-Йорке Джон передал Ринго демозаписи песен «Nobody Told Me» и «Life Begins at 40», которые Старр очень захотел записать. Но всё изменилось 8 декабря 1980, когда Джон Леннон был застрелен возле дома «Дакота» Марком Дэвидом Чепменом.
Опустошённый убийством Леннона, Ринго не нашёл душевных сил для записи песен Джона (которые позже были выпущены на посмертных альбомах Леннона). После периода траура, он вернулся в студию для записи наложений — и работа над альбомом завершилась в феврале 1981 года.
Альбом, первоначально названный You Can’t Fight Lightning (с англ. — «Ты не можешь сражаться с молнией») и с другой обложкой, был отвергнут лейблом Portrait Records в США, вынудив Старра искать другой лейбл. К счастью, альбомом заинтересовался лейбл RCA Records (и его дочерний лейбл в США Boardwalk Records). Название альбома было изменено на Stop and Smell the Roses (немного сократив название песни Нилссона), была изменена обложка и порядок песен — и альбом был готов к выпуску.

## Выпуск альбома
Альбом был выпущен 21 ноября 1981 в Великобритании лейблом RCA, в США лейблом Boardwalk. В американском чарте альбомов Billboard 200 достиг 98-го места.
Было выпущено два сингла; один из них, с песней Харрисона «Wrack My Brain», вышедший за неделю до альбома, в американском чарте Billboard Hot 100 достиг 38-го места (последнее попадание сингла Старра в US Top 40 hit), в британский чарт синглов он не попал. Второй сингл, с песней Маккартни «Private Property», выпущенный через два месяца после альбома, в британский или американский чарты синглов не попал.
Stop and Smell the Roses считается лучшим альбомом Старра, начиная с его альбома 1974 года Goodnight Vienna, но он был недостаточно хорош, чтобы стать настоящим хитом, хотя стал наиболее продаваемым из альбомов Ринго.
Сотрудничество Старра с лейблом RCA Records было прекращено в 1982 по инициативе лейбла. Впервые за всю свою сольную карьеру Ринго Старр оказался без связи с каким-либо лейблом — и ни одна из звукозаписывающих компаний ни в Великобритании, ни в США не была готова подписать контракт с ним.
Stop and Smell the Roses 6 сентября 1994 был переиздан на CD-диске в США лейблом Capitol Records с шестью бонус-треками, записанными во время работы над альбомом. Спустя несколько лет остатки тиража были уничтожены.

## Список композиций
| №  | Название                                    | Автор(ы)                     | Продюсер  | Длительность |
| -- | ------------------------------------------- | ---------------------------- | --------- | ------------ |
| 1. | «Private Property»                          | Пол Маккартни                | Маккартни | 2:44         |
| 2. | «Wrack My Brain»                            | Джордж Харрисон              | Харрисон  | 2:21         |
| 3. | «Drumming Is My Madness»                    | Гарри Нилссон                | Нилссон   | 3:29         |
| 4. | «Attention»                                 | Пол Маккартни                | Маккартни | 3:20         |
| 5. | «Stop and Take the Time to Smell the Roses» | Гарри Нилссон, Ричард Старки | Нилссон   | 3:08         |

| №   | Название                | Автор(ы)                                        | Продюсер   | Длительность |
| --- | ----------------------- | ----------------------------------------------- | ---------- | ------------ |
| 6.  | «Dead Giveaway»         | Ричард Старки, Ронни Вуд                        | Вуд, Старр | 4:28         |
| 7.  | «You Belong to Me»      | Pee Wee King/Redd Stewart/Chilton Price         | Харрисон   | 2:09         |
| 8.  | «Sure to Fall»          | Карл Перкинс, Quinton Claunch, William Cantrell | Маккартни  | 3:42         |
| 9.  | «You’ve Got a Nice Way» | Стивен Стиллс, Michael Stergis                  | Стиллс     | 3:33         |
| 10. | «Back Off Boogaloo»     | Ричард Старки                                   | Нилссон    | 3:16         |

| №   | Название                                                             | Автор(ы)                                | Продюсер   | Длительность |
| --- | -------------------------------------------------------------------- | --------------------------------------- | ---------- | ------------ |
| 11. | «Wake Up»                                                            | Ричард Старки                           | Стиллс     | 3:45         |
| 12. | «Red and Black Blues»                                                | Lane Tietgen                            | Стиллс     | 3:20         |
| 13. | «Brandy»                                                             | Joseph B. Jefferson, Charles B. Simmons | Вуд, Старр | 4:08         |
| 14. | «Stop and Take the Time to Smell the Roses» (Original Vocal Version) | Гарри Нилссон, Ричард Старки            | Нилссон    | 3:09         |
| 15. | «You Can’t Fight Lightning»                                          | Ринго Старр                             | Маккартни  | 5:41         |
| 16. | «Hand Gun Promos»                                                    |                                         |            | 2:03         |

Примечания к трекам:
- «Back Off Boogaloo» (10). Новая аранжировка (написал Van Dyke Parks), в которую включены фрагменты шести песен The Beatles. Как вступление взят гитарный рифф из песни «It Don't Come Easy».
- «Stop and Take the Time to Smell the Roses» (14). В этом миксе — исходная (original) вокальная партия Ринго (в треке на альбоме (5) — вокал, перезаписанный Старром).

## Участники записи
- Ринго Старр — ведущий вокал, барабаны (кроме 15), гитара (15)
- Пол Маккартни — фортепиано (1, 4, 8), бас-гитара (1, 4, 8), перкуссия (1, 4, 8), бэк-вокал (1, 4, 8), барабаны (15)
- Линда Маккартни — бэк-вокал (1, 4, 8, 15)
- Lawrence Juber — гитара (1, 4, 8)
- Howie Casey — саксофон (1, 4)
- Lloyd Green — pedal steel guitar (8)
- Джордж Харрисон — гитара (2), соло-гитара (7), бэк-вокал (2)
- Herbie Flowers — бас-гитара (2), туба (2)
- Al Kooper — фортепиано (2, 7), электрогитара (2), синтезатор (7)
- Рэй Купер — фортепиано (2, 7), синтезатор (2, 7), соло-гитара (2), тамбурин (7)
- Джим Келтнер — барабаны (3, 5, 10, 14)
- Dennis Budimir — гитара (3, 5, 10, 14)
- Ritchie Zito — гитара (3, 5, 10, 14)
- Fred Tackett — гитара (3, 5, 10, 14)
- Jane Getz — фортепиано (3, 5, 10, 14)
- Dennis Belfield — бас-гитара (3, 5, 10, 14)
- Jerry Jumonville — тенор-саксофон (3, 5, 10, 14)
- Jim Gordon — баритон-саксофон (3, 5, 10, 14)
- Bruce Paulson — тромбон (3, 5, 10, 14)
- Lee Thornburg — труба (3, 5, 10, 14)
- Rick Riccio — флейта (3)
- Рон Вуд — гитара (6, 13), акустическая бас-гитара (6, 13), саксофон (6, 13), бэк-вокал (6, 13)
- Greg Mathieson — фортепиано (6)
- Joe Sample — фортепиано (6, 13)
- Wilton Felder — электрическая бас-гитара (6, 13)
- Jeff Baxter — гитара (13)
- Стивен Стиллс — соло-гитара (9, 11, 12), бэк-вокал (9, 11, 12)
- Mike Finnigan — фортепиано (9, 11, 12), орган (9, 11, 12), бэк-вокал (9, 11, 12)
- Mike Stergis — ритм-гитара (9, 11, 12), бэк-вокал (9, 11, 12)
- Harley Thompson — бас-гитара (9, 11, 12)
- Joe Lala — перкуссия (9)
- Гарри Нилссон — бэк-вокал (10)